# Scherma ai Giochi della VII Olimpiade - Fioretto a squadre maschile
La competizione del fioretto a squadre maschile  di scherma ai Giochi della VII Olimpiade si tenne i giorni 15 e 17 agosto 1920 presso il Palazzo di Egmont di Anversa

## Risultati
| Pos. | Nazione        | Concorrenti | V | S |
| ---- | -------------- | --- | - | - |
| 1    | Italia         | Tommaso Costantino, Aldo Nadi, Nedo Nadi, Abelardo Olivier, Oreste Puliti, Pietro Speciale, Rodolfo Terlizzi, Baldo Baldi    | 4 | 0 |
| 2    | Danimarca      | Ivan Osiier, Georg Hegner, Einar Levison, Poul Rasmussen, Kay Schrøder                                                       | 3 | 1 |
| 3    | Gran Bretagna  | Edgar Seligman, Roland Willoughby, Philip Doyne, Robert Montgomerie, Evan James, Cecil Kershaw                               | 2 | 2 |
| 4    | Belgio         | Léon Tom, Robert Hennet, Marcel Cuypers, Orphile de Montigny, Robert de Schepper, Charles Crahay, Marcel Berré, Charles Pape | 1 | 3 |
| 5    | Cecoslovacchia | Josef Javůrek, Antonín Mikala, Viliam Tvrzský, František Dvořák                                                              | 0 | 4 |

| Pos. | Nazione     | Concorrenti | V | S |
| ---- | ----------- | --- | - | - |
| 1    | Francia     | Lionel Bony de Castellane, Gaston Amson, Philippe Cattiau, Roger Ducret, André Labatut, Georges Trombert, Lucien Gaudin, Marcel Perrot | 1 | 0 |
| 2    | Stati Uniti | Henry Breckinridge, Francis Honeycutt, Arthur Lyon, Harold Rayner, Robert Sears                                                        | 1 | 0 |
| 3    | Paesi Bassi | Wouter Brouwer, Félix Vigeveno, Salomon Zeldenrust, Adrianus de Jong, Jan van der Wiel                                                 | 0 | 2 |

## Girone Finale
| Pos.    | Concorrenti   | Atleti | V | P | Risultati         | Risultati          | Risultati              | Risultati            | Risultati                |
| Pos.    | Concorrenti   | Atleti | V | P | Italia (bandiera) | Francia (bandiera) | Stati Uniti (bandiera) | Danimarca (bandiera) | Gran Bretagna (bandiera) |
| ------- | ------------- | --- | - | - | ----------------- | ------------------ | ---------------------- | -------------------- | ------------------------ |
| Oro     | Italia        | Tommaso Costantino, Aldo Nadi, Nedo Nadi, Abelardo Olivier, Oreste Puliti, Pietro Speciale, Rodolfo Terlizzi, Baldo Baldi              | 4 | 0 | X                 | 9-7                | 13-3                   | 12-4                 | 16-10                    |
| Argento | Francia       | Lionel Bony de Castellane, Gaston Amson, Philippe Cattiau, Roger Ducret, André Labatut, Georges Trombert, Lucien Gaudin, Marcel Perrot | 3 | 1 | 7-9               | X                  | 14-2                   | 10-4                 | 14-2                     |
| Bronzo  | Stati Uniti   | Henry Breckinridge, Francis Honeycutt, Arthur Lyon, Harold Rayner, Robert Sears                                                        | 2 | 2 | 3-13              | 2-14               | X                      | 9-7                  | 8-8                      |
| 4       | Danimarca     | Ivan Osiier, Georg Hegner, Einar Levison, Poul Rasmussen, Kay Schrøder                                                                 | 1 | 3 | 4-12              | 4-10               | 7-9                    | X                    | 9-7                      |
| 5       | Gran Bretagna | Edgar Seligman, Roland Willoughby, Philip Doyne, Robert Montgomerie, Evan James, Cecil Kershaw                                         | 0 | 4 | 10-16             | 2-14               | 8-8                    | 7-9                  | X                        |